# Diecezja Kibungo
Diecezja Kibungo (łac. Dioecesis Kibungensis, ang. Diocese of Kibungo) – rzymskokatolicka diecezja ze stolicą w Kibungo, w Rwandzie. Dawniej archidiecezja. Jest sufraganią archidiecezji kigalijskiej.

## Historia
Diecezja powstała w 1968 roku mocą decyzji papieża Pawła VI. 